# Efekt wyniku
Efekt wyniku – błąd poznawczy polegający na nieracjonalnym ocenianiu przeszłych decyzji w momencie, gdy są już znane ich skutki.
Ludzie często oceniają jakość podjętych decyzji na podstawie ich rezultatów, zamiast na podstawie tego, co było wiadome w momencie podejmowania tej decyzji. Jest to błędna ocena, gdyż w sytuacji niepewności nie da się stwierdzić, czy podjęcie ryzyka przyniesie zysk czy stratę. Faktyczna ocena jakości zależy więc potem od przypadkowych zdarzeń. W ten sposób ludzie podatni na efekt wyniku przypisują podejmującym decyzję odpowiedzialność za zdarzenia, na które nie mieli wpływu.
Psychologicznie efekt ten łatwo pokazać w badaniach z użyciem hipotetycznych scenariuszy. Przykładowo (Baron, Hershey, 1988) badanym przedstawiano sytuację, w której chirurg miał podjąć decyzję o operacji, i informowano ich o prawdopodobieństwie jej powodzenia. Scenariusz był prezentowany z dobrym lub złym zakończeniem (powodzeniem operacji lub śmiercią pacjenta) i proszono o ocenę jakości decyzji chirurga. Badani, którym przedstawiono pozytywne zakończenie, oceniali jego decyzję znacznie wyżej niż ci, którym przedstawiono negatywne. W obu przypadkach była to ta sama decyzja.